# Kiss (grupo sul-coreano)
Kiss (oficialmente K.I.S.S., para distingui-la da banda de rock estadunidense Kiss), foi um trio pop feminino sul-coreano, formado em 2001. Seu primeiro single, "여자 이니까" ( "Because I'm A Girl"), foi um enorme sucesso em 2002, que pode ser atribuído a seu vídeo divulgado na Internet, mostrando um fotógrafo que se apaixona por uma moça fotografada por acidente na rua, e quanto sacrifício ele poderá fazer por amor. Este vídeo espalhou-se rapidamente através do YouTube, tornando-se um vídeo da música muito popular. Isso ajudou a lançar a carreira do KISS enviando a música para o topo das paradas, e um álbum rapidamente lançado em seguida. Entretanto, o grupo rapidamente foi dissolvido em meio a relatos de que havia disputas internas. Embora todas as três integrantes estão atualmente inativas, Jini (uma coreana-americana) prometeu retornar à musica e tem uma página oficial no MySpace.
Há várias versões de seu principal sucesso feitos após a versão coreana:
- Versão em inglês: "Because I'm A Girl" por Jini (Kiss member)
- Versão em Mandarin: "Mei You Ni De Mei Yi Tian" (没有你的每一天 "Days Without You") por Jill Xu Jie Er
- Versão em Cantonês: "Yi Chong Zhi" (野种子 "Wild Seed") por Bobo Chan
- Versão em Tagalo (Filipinas): "Kung Alam Mo Lang" por Roxanne Barcelo
- Versão em Vietnamita: "Nỗi đau muộn màng" por Ưng Đại Vệ
- Versão em Português: "Se você disser que sim" por Francielle e "Por Que Tocou Meu Coração?" por Calcinha Preta
- Versão em Japonês: "Onna Da Kara" por Azuki
- Versão em Turco: "Görmez Olsun" por Grup Boys Anılar
- Versão em Espanhol: "Because I'm A Girl"